# Вехби Дибра
Абдюль Азиз Вехби Аголи (алб. Abdyl Aziz Vehbi Agolli), более известный как Хаджи Вехби Дибра (алб. Haxhi Vehbi Dibra; 12 марта 1867 — 24 марта 1937), — албанский муфтий, теолог, политик, представлявший Дебар при подписании Декларации независимости Албании. Он также был избран председателем Ассамблеи старейшин, предшественницы современного парламента Албании и стал первым Великим муфтием Мусульманской общины Албании, занимая это место с 1920 по 1929 год. Кроме того, Вехби Дибра известен как главный организатор Конгресса в Дебаре.

## Биография
Вехби Аголи родился в городе Дебар 12 марта 1867 года в семье Ахмеда Эфенди Аголи, муфтия Верхнего Дебара. Он получил образование в области исламского богословия, юриспруденции и философии, что позволило ему впоследствии быть назначенным муфтием Дебара. В 1909 году Вехби Аголи был избран председателем Конгресса в Дебаре, предшествовавшего Албанскому восстанию 1910 года. В ноябре 1912 года он представлял Дебар на Ассамблее во Влёре, где была провозглашена независимость Албании и сформирован национальный конгресс. Депутаты национального конгресса также избрали 18 делегатов ассамблеи для создания Сената Албании, первым председателем которого и стал Вехби Дибра.
Чтобы заручиться ещё большей поддержкой декларации независимости Албании среди её суннитской общины, Вехби Дибра издал фетву, в которой назвал этот документ «даром Аллаха». Относясь к реформистской фракции в албанской суннитской общине, в 1920 году он был избран её великим муфтием. За время его пребывания в этой должности, продолжавшееся до 1929 года, происходила централизация управления общиной, велись работы по документированию и регистрации вакуфа, а также в норму вошло регулярное проведение религиозных служб. Вехби Дибра также способствовал началу выпуска еженедельного журнала Zani i Naltë и введению албанского языка в религиозные церемонии.